# Papilio machaonides
Papilio machaonides är en fjärilsart som beskrevs av Eugen Johann Christoph Esper 1796. Papilio machaonides ingår i släktet Papilio och familjen riddarfjärilar.
Artens utbredningsområde är Haiti. Inga underarter finns listade i Catalogue of Life.